# Euphorbia nereidum
Euphorbia nereidum là một loài thực vật có hoa trong họ Đại kích. Loài này được Jahand. & Maire mô tả khoa học đầu tiên năm 1923.